# Taimyrsenke
Die Taimyrsenke (russisch Таймырская впадина oder Таймырская депрессия) ist geomorphologisch betrachtet eine große Niederung des Nordsibirischen Tieflands, jeweils im Norden der Region Krasnojarsk von Sibirien und Russland (Asien).
Die Niederungslandschaft liegt etwa 600 km nördlich des nördlichen Polarkreises im bis 2007 bestehenden Autonomen Kreis Taimyr, der dem Nordteil der Region Krasnojarsk entsprach. Als kaum bewohnte Gegend befindet sie sich südlich der Taimyrhalbinsel und des darauf gelegenen Byrrangagebirges mit dem diesem südlich vorgelagerten Taimyrsee; im Rahmen von zumindest dessen Seebecken hat die Landschaft auch eine Kryptodepression. Ihre westliche Abgrenzung ist die zur Karasee überleitende Jenisseibucht, im Süden und Südwesten grenzt das Mittelsibirische Bergland mit dem Putorana-Gebirge und dem Anabarplateau an und im Osten geht sie über den Chatangagolf der Laptewsee über. Die Niederungslandschaft bildet also einen Teil der Wasserscheide zwischen Karasee im Westen und Laptewsee im Osten, die jeweils Teil des Nordpolarmeers sind.
Die Taimyrsenke, die besonders von der Pjassina und Chatanga und deren Zuflüssen Cheta und Kotui sowie der Oberen Taimyra durchflossen wird, ist von ausgedehnten Sümpfen mit vielen Seen und der Vegetation der Tundra geprägt, deren Landschaft im Eiszeitalter von Gletschern geformt wurde. Im Nordteil der Niederung, die von der durch den großen Taimyrsee fließenden Taimyra durchflossen wird, ragen inselartig die Kleingebirge Kirjaka-Tas (⊙; max. 608 m) und Tulai-Kirjaka (⊙; max. 632 m) aus dem Tiefland auf. Diese sind durch den Fluss Cholidjetari und den Kungasalachsee (⊙), mit dem etwas südsüdwestlich davon gelegenen Portnjaginosee (⊙), voneinander getrennt. Weit südwestlich des Taimyrsees, in Richtung Putorana-Gebirge, liegt der Labassee.
Die Taimyrsenke besteht aus einer dicken Schicht aus mesozoischen Quartär-Sedimenten. Vor allem im Westteil der Niederung ist die Schicht 100 bis 200 m mächtig. An der Basis der Quartär-Schichten befinden sich glaziale Formationen.